# Simbabwische Cricket-Nationalmannschaft in Bangladesch in der Saison 2019/20
Die Tour der simbabwischen Cricket-Nationalmannschaft nach Bangladesch in der Saison 2019/20 fand vom 22. Februar bis zum 11. März 2020 statt. Die internationale Cricket-Tour war Bestandteil der Internationalen Cricket-Saison 2019/20 und umfasst ein Test, drei ODIs und zwei Twenty20s. Bangladesch gewann die Test-Serie 1–0, die ODI-Serie 3–0 und die Twenty20-Serie 2–0.

## Vorgeschichte
Bangladesch spielte diese Tour während einer Tour in Pakistan, Simbabwe zuvor eine Tour gegen Sri Lanka.
Das letzte Aufeinandertreffen der beiden Mannschaften bei einer Tour fand in der Saison 2018/19 in Bangladesch statt.

## Stadien
Die folgenden Stadien wurden für die Tour als Austragungsort vorgesehen.
| Stadion                                | Stadt  | Kapazität | Spiele               |
| -------------------------------------- | ------ | --------- | -------------------- |
| Sher-e-Bangla National Cricket Stadium | Dhaka  | 26.000    | 1. Test; 1. & 2. T20 |
| Sylhet International Cricket Stadium   | Sylhet | 18.500    | 1. – 3. ODI          |

## Kaderlisten
Simbabwe benannte seinen Test-Kader am 10. Februar 2020.
Bangladesch benannte seinen Test-Kader am 16. Februar, und seinen ODI-Kader am 23. Februar 2020
| Test | Test | ODI | ODI | Twenty20 | Twenty20 |
| Bangladesch | Simbabwe | Bangladesch | Simbabwe | Bangladesch | Simbabwe |
| --- | --- | --- | --- | --- | --- |
| - Mominul Haque (K) - Abu Jayed - Ebadot Hossain - Hasan Mahmud - Litton Das (wk) - Mehedi Hasan - Mohammad Mithun - Mushfiqur Rahim - Mustafizur Rahman - Najmul Hossain Shanto - Nayeem Hasan - Saif Hassan - Taijul Islam - Tamim Iqbal - Taskin Ahmed - Yasir Ali | - Craig Ervine (K) - Regis Chakabva (wk) - Kevin Kasuza - Timycen Maruma - Prince Masvaure - Christopher Mpofu - Brian Mudzinganyama - Carl Mumba - Tinotenda Mutombodzi - Ainsley Ndlovu - Victor Nyauchi - Sikandar Raza - Brendan Taylor - Donald Tiripano - Charlton Tshuma | - Mashrafe Mortaza (K) - Afif Hossain - Al-Amin Hossain - Litton Das - Mahmudullah - Mehedi Hasan - Mohammad Mithun - Mohammad Naim - Mohammad Saifuddin - Mushfiqur Rahim (wk) - Mustafizur Rahman - Najmul Hossain Shanto - Shafiul Islam - Soumya Sarkar - Taijul Islam - Tamim Iqbal | - Chamu Chibhabha (K) - Regis Chakabva (wk) - Craig Ervine - Tinashe Kamunhukamwe - Wesley Madhevere - Timycen Maruma - Christopher Mpofu - Carl Mumba - Tinotenda Mutombodzi - Richmond Mutumbami (wk) - Ainsley Ndlovu - Sikandar Raza - Brendan Taylor - Donald Tiripano - Charlton Tshuma - Sean Williams | - Mahmudullah (K) - Afif Hossain - Al-Amin Hossain - Aminul Islam - Hasan Mahmud - Litton Das - Mahedi Hasan - Mohammad Naim - Mushfiqur Rahim (wk) - Mustafizur Rahman - Mohammad Saifuddin - Nasum Ahmed - Soumya Sarkar - Shafiul Islam - Tamim Iqbal | - Chamu Chibhabha (K) - Craig Ervine - Tinashe Kamunhukamwe - Wesley Madhevere - Timycen Maruma - Christopher Mpofu - Carl Mumba - Tinotenda Mutombodzi - Richmond Mutumbami (wk) - Ainsley Ndlovu - Sikandar Raza - Brendan Taylor - Donald Tiripano - Charlton Tshuma - Sean Williams |

## Tour Match
| 18. – 19. Februar Scorecard | Dhaka | Zimbabweans 291-7d (90) | – | Bangladesch Cricket Board XI 288-5 (59.3) |
|                             |       | Remis                   |   |                                           |

## Test in Dhaka
| 22. – 26. Februar Scorecard | Dhaka | Simbabwe 265 (106.3) & 189 (57.3)                  | – | Bangladesch 560-6d (154) |
|                             |       | Bangladesch gewinnt mit einem Innings und 106 Runs |   |                          |

## One-Day Internationals

### Erstes ODI in Sylhet
| 1. März Scorecard | Sylhet | Bangladesch 321-6 (50)           | – | Simbabwe 152 (39.1) |
|                   |        | Bangladesch gewinnt mit 169 Runs |   |                     |

### Zweites ODI in Sylhet
| 3. März Scorecard | Sylhet | Bangladesch 322-8 (50)         | – | Simbabwe 318-8 (50) |
|                   |        | Bangladesch gewinnt mit 4 Runs |   |                     |

### Drittes ODI in Sylhet
| 6. März Scorecard | Sylhet | Bangladesch 322-3 (43/43)                     | – | Simbabwe 218 (37.3/43) |
|                   |        | Bangladesch gewinnt mit 123 Runs (D/L method) |   |                        |

Der bangladeschische Kapitän Mashrafe Mortaza verkündete vor dem Spiel seinen Rücktritt als Mannschaftskapitän um seinem Nachfolger eine ausreichende  Vorbereitung für den Cricket World Cup 2023 zu ermöglichen.

## Twenty20 Internationals

### Erstes Twenty20 in Dhaka
| 9. März Scorecard | Dhaka | Bangladesch 200-3 (20)          | – | Simbabwe 152 (19) |
|                   |       | Bangladesch gewinnt mit 48 Runs |   |                   |

### Zweites Twenty20 in Dhaka
| 11. März Scorecard | Dhaka | Simbabwe 119-7 (20)               | – | Bangladesch 120-1 (15.5) |
|                    |       | Bangladesch gewinnt mit 9 Wickets |   |                          |